# Test Drive (Joji)
Test Drive (reso graficamente TEST DRIVE) è un brano musicale del cantante giapponese Joji, pubblicato il 16 ottobre 2018 per 88rising e 12 Tone Music all'interno dell'album in studio Ballads 1. Il testo è stato scritto da Joji e RL Grime, con la produzione di Henry Steinway. Il video musicale è stato diretto da James Defina.

## Video musicale
Il video musicale è stato pubblicato in concomitanza con l'uscita della canzone, il 16 ottobre 2018. Diretto da James Defina, presenta Joji solo nel deserto, una metafora rappresentativa di una relazione in crisi.

## Formazione
- George Miller − voce, testo
- Henry Steinway − produzione
- Chris Athens − missaggio, mastering
- Francisco Ramirez − registrazione, missaggio
- Jenna Felsenthal − assistente alla registrazione

## Classifiche
| Classifica (2018) | Posizione massima |
| ----------------- | ----------------- |
| Lituania          | 85                |